# Теорема об изменении количества движения системы
Теоре́ма об измене́нии коли́чества движе́ния (и́мпульса) систе́мы — одна из общих теорем динамики, является следствием законов Ньютона. Связывает количество движения с импульсом внешних сил, действующих на тела, составляющие систему. В качестве системы, о которой идёт речь в теореме, может выступать любая механическая система, состоящая из любых тел.

## Формулировка теоремы
Количеством движения (импульсом) механической системы называют величину, равную сумме количеств движения (импульсов) всех тел, входящих в систему. Импульс внешних сил, действующих на тела системы, — это сумма импульсов всех внешних сил, действующих на тела системы.
Теорема об изменении количества движения системы утверждает:

Изменение количества движения системы за некоторый промежуток времени равно импульсу внешних сил, действующих на систему, за тот же промежуток времени.
Теорема допускает обобщение на случай неинерциальных систем отсчёта. В этом случае к внешним силам необходимо добавлять переносные и кориолисовы силы инерции.

## Доказательство
Пусть система состоит из {\displaystyle N} материальных точек с массами {\displaystyle m_{i}} и ускорениями {\displaystyle {\vec {a}}_{i}}. Все силы, действующие на тела системы, разделим на два вида:
- Внешние силы — силы, действующие со стороны тел, не входящих в рассматриваемую систему. Равнодействующую внешних сил, действующих на материальную точку с номером i, обозначим {\displaystyle {\vec {F}}_{i}}.
- Внутренние силы — силы, с которыми взаимодействуют друг с другом тела само́й системы. Силу, с которой на точку с номером i действует точка с номером k, будем обозначать {\displaystyle {\vec {f}}_{i,k}}, а силу воздействия i-й точки на k-ю точку — {\displaystyle {\vec {f}}_{k,i}}. Очевидно, что если {\displaystyle i=k}, то {\displaystyle {\vec {f}}_{i,k}=0.}

Используя введённые обозначения, запишем второй закон Ньютона для каждой из рассматриваемых материальных точек в виде
{\displaystyle m_{i}{\vec {a}}_{i}={\vec {F}}_{i}+\sum \limits _{k}{\vec {f}}_{i,k}.}
Учитывая, что {\displaystyle m_{i}{\vec {a}}_{i}=m_{i}{\frac {d{\vec {v}}_{i}}{dt}}={\frac {d(m_{i}{\vec {v}}_{i})}{dt}}}, и суммируя все уравнения второго закона Ньютона, получаем:
{\displaystyle \sum \limits _{i}{\frac {d(m_{i}{\vec {v}}_{i})}{dt}}=\sum \limits _{i}{\vec {F}}_{i}+\sum \limits _{i}\sum \limits _{k}{\vec {f}}_{i,k}.}
Выражение {\displaystyle \sum \limits _{i}\sum \limits _{k}{\vec {f}}_{i,k}} представляет собой сумму всех внутренних сил, действующих в системе.
По третьему закону Ньютона в этой сумме каждой силе {\displaystyle {\vec {f}}_{i,k}} соответствует сила {\displaystyle {\vec {f}}_{k,i}} такая, что {\displaystyle {\vec {f}}_{i,k}=-{\vec {f}}_{k,i}} и, значит, выполняется {\displaystyle {\vec {f}}_{i,k}+{\vec {f}}_{k,i}=0.} Поскольку вся сумма состоит из таких пар, то и сама сумма равна нулю. Таким образом, можно записать
{\displaystyle \sum \limits _{i}{\frac {d(m_{i}{\vec {v}}_{i})}{dt}}=\sum \limits _{i}{\vec {F}}_{i}.}
Используя для количества движения системы {\displaystyle \sum \limits _{i}m_{i}{\vec {v}}_{i}} обозначение {\displaystyle {\vec {P}}}, получим
{\displaystyle {\frac {d{\vec {P}}}{dt}}=\sum \limits _{i}{\vec {F}}_{i}.}
Введя в рассмотрение изменение импульса внешних сил {\displaystyle d{\vec {R}}=\sum \limits _{i}{\vec {F}}_{i}dt}, получим выражение теоремы об изменении количества движения системы в дифференциальной форме:
{\displaystyle d{\vec {P}}=d{\vec {R}}.}
Таким образом, каждое из последних полученных уравнений позволяет утверждать: изменение количества движения системы происходит только в результате действия внешних сил, а внутренние силы никакого влияния на эту величину оказать не могут.
Проинтегрировав обе части полученного равенства по произвольно взятому промежутку времени между некоторыми {\displaystyle t_{1}} и {\displaystyle t_{2}}, получим выражение теоремы об изменении количества движения системы в интегральной форме:
{\displaystyle {\vec {P}}_{2}-{\vec {P}}_{1}={\vec {R}}(t_{2},t_{1}),}
где {\displaystyle {\vec {P}}_{1}} и {\displaystyle {\vec {P}}_{2}} — значения количества движения системы в моменты времени {\displaystyle t_{1}} и {\displaystyle t_{2}} соответственно, а {\displaystyle {\vec {R}}(t_{2},t_{1})} — импульс внешних сил за промежуток времени {\displaystyle t_{2}-t_{1}}. В соответствии со сказанным ранее и введёнными обозначениями, выполняется
{\displaystyle {\vec {R}}(t_{2},t_{1})=\sum \limits _{i}\int \limits _{t_{1}}^{t_{2}}{\vec {F}}_{i}(t)dt.}

## Закон сохранения количества движения системы
Из теоремы об изменении количества движения системы следует, что в отсутствие внешних сил (замкнутая система), а также при равенстве суммы всех внешних сил нулю выполняется {\displaystyle d{\vec {P}}=0} и {\displaystyle {\vec {P}}_{2}-{\vec {P}}_{1}=0}. Иначе говоря, справедливо соотношение
{\displaystyle {\vec {P}}=const.}
Таким образом, следует вывод:

Если сумма всех внешних сил, действующих на систему, равна нулю, то количество движения (импульс) системы есть величина постоянная.
Данное утверждение составляет содержание закона сохранения количества движения системы.
Возможны случаи, когда сумма внешних сил нулю не равна, но равна нулю её проекция на какое-либо направление. Тогда равно нулю и изменение проекции количества движения системы на это направление, то есть, как говорят, сохраняется количество движения в этом направлении.

## Случай системы с идеальными стационарными связями
В тех случаях, когда предметом изучения является лишь движение системы, а реакции связей не представляют интереса, пользуются формулировкой теоремы для системы с идеальными стационарными связями, которая выводится с учетом принципа Даламбера-Лагранжа.
Теорема об изменении количества движения системы с идеальными стационарными связями утверждает:

Если идеальные стационарные связи допускают в любой момент поступательное перемещение системы параллельно некоторой неподвижной оси {\displaystyle x}, то производная по времени от проекции количества движения системы на ось {\displaystyle x} равна сумме проекций на ту же ось всех действующих на систему внешних активных сил.
«Активные» применительно к силам (ниже они помечены символом {\displaystyle ^{a}} в формулах) означает «не являющиеся реакциями связей».
Действительно, по условию, в любой момент все точки системы допускают смещение на {\displaystyle \delta x} параллельно неподвижной оси {\displaystyle x}. Заменяя в общем уравнении динамики {\displaystyle \delta {\vec {r}}_{k}} на {\displaystyle {\vec {i}}\delta x}, получаем:
{\displaystyle (\sum m_{k}{\vec {w}}_{k}){\vec {i}}\delta x=(\sum {\vec {F}}_{k}){\vec {i}}\delta x}
или
{\displaystyle {\frac {d}{dt}}(\sum m_{k}{\vec {v}}_{k}){\vec {i}}=(\sum {\vec {F}}_{k}){\vec {i}}}
или
{\displaystyle {\frac {d{\vec {P}}}{dt}}{\vec {i}}=(\sum {\vec {F}}_{k}^{a}){\vec {i}}}
окончательно находим:
{\displaystyle {\frac {d{\vec {P}}}{dt}}=\sum {\vec {F}}_{kx}^{ea}}
В предпоследнем уравнении в сумму активных сил {\displaystyle {\vec {F}}_{k}^{a}} включены внешние активные и внутренние активные силы. Однако геометрическая сумма внутренних активных сил, как попарно равных и противоположных, равна нулю, поэтому в окончательном уравнении представлены только внешние (введён добавочный значок {\displaystyle ^{e}} от англ. external) активные силы.

## История
О законе сохранения количества движения Исаак Ньютон в своём знаменитом труде «Математические начала натуральной философии», изданном в 1687 году, писал: «Количество движения, получаемое беря сумму количеств движения, когда они совершаются в одну сторону, и разность, когда они совершаются в стороны противоположные, не изменяется от взаимодействия тел между собою». Комментатор, в связи с этой формулировкой, отмечает, что, хотя в ней рассматривается только случай движения тел по одной прямой, И. Ньютон, как показывают его другие высказывания в той же книге, в своих воззрениях этим частным случаем не ограничивался.